# سايلس سول
سايلس ستيلمان سول (26 يوليو 1838 -23 أبريل 1865) إبطالي أمريكي، وهو جيهوكر من إقليم كانساس، مناضل مناهض للعبودية، وصديق لجون براون، ووالت ويتمان. في وقت لاحق، خلال الحرب الأهلية الأمريكية، انضم إلى متطوعي كولورادو، ورُفِع إلى رتبة نقيب في جيش الاتحاد.
كان سايلس سول القائد في المجموعة دي، من سلاح الفرسان الأول في كولورادو، التي كانت موجودة في ساند كريك في 29 نوفمبر 1864، عندما رفض أمرًا بالانضمام إلى مذبحة ساند كريك. خلال تحقيقٍ لاحقٍ، شهد سول ضد قائد المجزرة جون تشيفنغتون، وبعد ذلك بوقت قصير، قُتل في دنفر.

## سيرته

### النشأة و«نزيف كانساس»
وُلد سايلس سول في عائلة من الإبطاليين في باث، مين. نشأ في مين وماساتشوستس، وفي عام 1854 أصبحت عائلته جزءًا من شركة نيو إنجلاند لمساعدة المهاجرين التي تشكلت حديثًا، وهي منظمة هدفها المساعدة في تسوية إقليم كانساس وإحضاره إلى الاتحاد باعتباره ولاية حرة. وصل والده وشقيقه إلى كانساس، بالقرب من مدينة لورانس (التي كانت عائلة سول واحدة من عائلاتها المؤسسة)، في نوفمبر 1854. جاء سايلس ووالدته وأختاه في الصيف التالي.
بعد وقت قصير من وصول الأسرة إلى كول كريك، وعلى بعد أميال قليلة جنوب لورانس بالقرب من فينلاند الحالية، أنشأ أماسا سولي، والد سايلس، محطة للسكك الحديدية تحت الأرض في منزله. في سن السابعة عشرة، رافق سايلس العبيد، الفارين من ميزوري، شمالًا إلى الحرية. قالت أخته، آن جوليا سول برنتيس، عن تجربة عائلتها الأولية في مين وماساتشوستس وكانساس في مقابلة عام 1929: «كان منزلنا على «سكة حديد تحت الأرض». غالبًا ما كان جون براون هناك... كان أخي سايلس وبراون صديقين مقربين. خرج سايلس في غارات كثيرة معه. أتذكر جيدًا عندما أتى براون إلى كوخنا ذات ليلة مع ثلاثة عشر عبداً، رجالًا ونساءً وأطفالًا. هربهم من ميزوري. تركهم براون معنا. كان الأب يأخذ دائمًا جميع الزنوج الذين يمكنه أخذهم. أخذ سايلس العبيد الثلاثة عشر إلى حظيرة الحَجر للسيد غروفر على بُعد ثمانية أميال من منزلنا...»
خلال سنوات ما قبل الحرب، انخرطت القوات الموالية للعبودية من ميزوري والقوات الإبطالية من كانساس في حرب مفتوحة. كان القتال  حول الاعتراف بكانساس باعتبارها ولاية عبودية أو ولاية حرة.  عزز هذا الصراع، الذي أطلِق عليه غالبًا «نزيف كانساس»، سمعة سايلس سول كمقاتل شجاع وواسع الحيلة.
في يوليو 1859 كان سول جزءًا من العمل على حدود ميزوري. عبر عشرون رجلًا مؤيدًا للعبودية إلى كانساس للبحث عن العبيد الهاربين. نصبوا كمينًا لمجموعة بقيادة الدكتور جون دوي، طبيب في لورانس، الذي رافق 13 من العبيد السابقين (ثمانية رجال، وثلاث نساء، وطفلين) نحو الأمان في ولاية آيوا. اعتقل رجال من ميزوري الدكتور دوي وباعوا العبيد السابقين. سرعان ما حوكم دوي وأدين في ميزوري لاختطافه العبيد وحكم عليه بالسجن 5 سنوات. قرر سول ومجموعة من الرجال الآخرين من لورانس تحرير دوي. أرسِل سول إلى السجن في سانت جوزيف حيث احتجِز دوي. أقنع سول حارس السجن أن لديه رسالة من زوجة دوي. قرأ الملاحظة التي كانت في الواقع «الليلة، الساعة الثانية عشر». في وقت لاحق من تلك الليلة، تغلبوا على السجان، وحرروا دوي، وأعادوه عبر ولاية ميزوري إلى كانساس. عندما وصلوا إلى لورنس، التقِطت صورة لهم. هذه الصورة «للعشرة الخالدون»، تحتفظ بها حاليًا جمعية ولاية كانساس التاريخية، ويجري تداولها على نطاق واسع.
استُخدمت مهاراته في الهروب من السجن مرة أخرى عندما قُبض على جون براون بعد غارته على هاربرز فيرير. قرر براون أن يصبح شهيدًا من أجل قضية الإبطالية فشنق نفسه، على أمل أن تساعد وفاته في إشعال حربٍ بين الشمال والجنوب، ما يحبط محاولات إنقاذه. شكل توماس وينتورث هيغينسون محاولة إنقاذ لرجلين من رجال براون، ألبرت هازليت وآرون ستيفنز، أثناء ذلك تظاهر سول أنه ايرلندي مخمور وتسبب باعتقال نفسه. وضِع في سجن تشارلز تاون، وسحر السجان واتصل بالرجلين، اللذين رفضا أيضًا الفرار من السجن. بعد ذلك، سافر سايلس إلى بوسطن، وهناك تعرف علي العديد من الإبطاليين، وصادق الشاعر والت ويتمان.